# Curentul Atlanticului de Nord

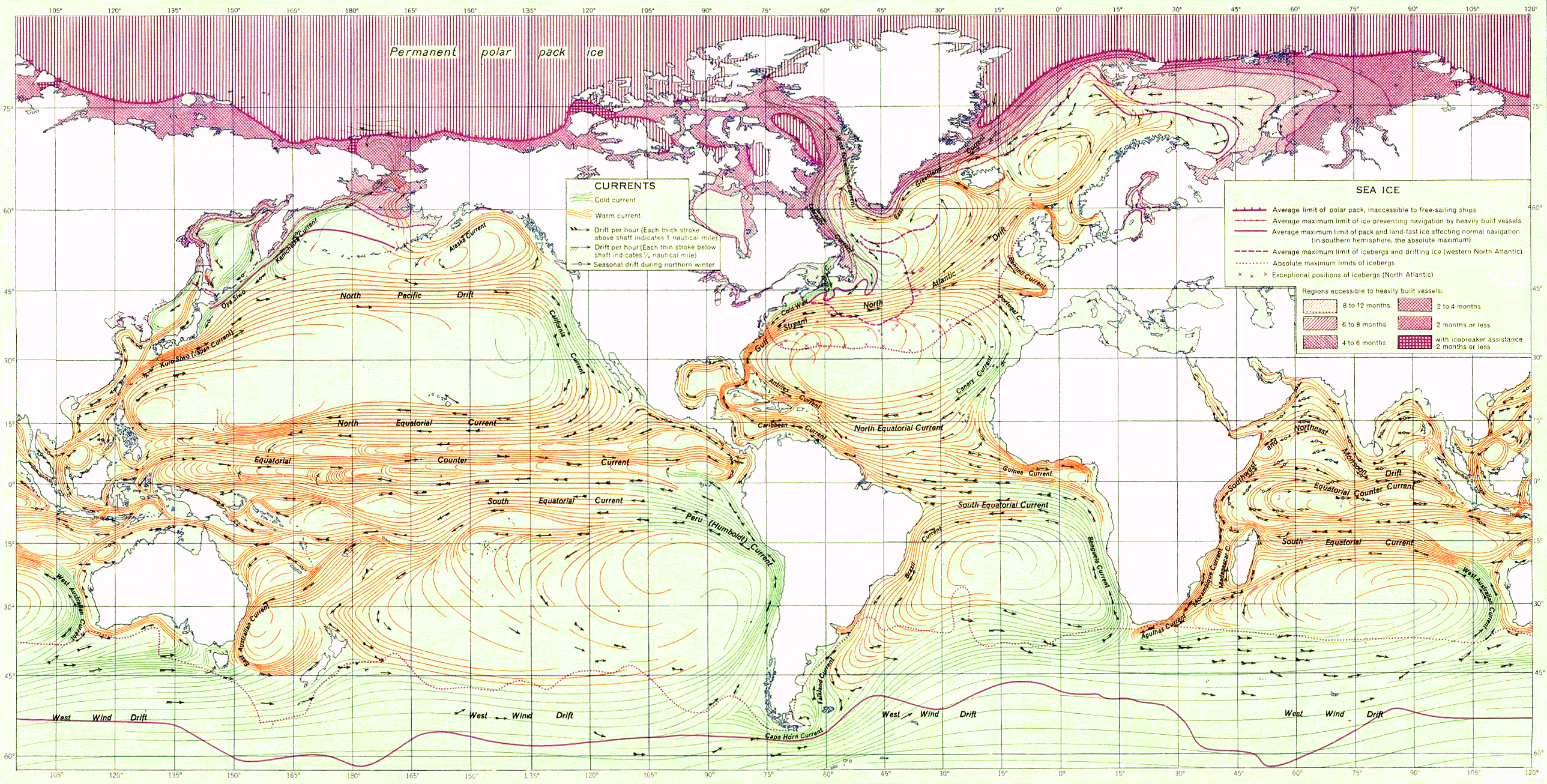
Schema curenților oceanici

Curentul Atlanticului de Nord este un curent marin cald în partea nordică a Oceanului Atlantic care constituie continuarea Curentului Golfului de la 40° longitudine vestică. 

## Geografia
Curentul traversează oceanul de la vest la est, îndreptându-se apoi spre coastele Marii Britanii, Islandei și Norvegiei, influențând deci clima Europei. 

### Date generale
Are viteza de 2-6 km/h și temperatura medie anuală de la +7 (în nord) până la +15°C (în sud). Salinitatea sa este aproximativ 35,5‰.

## Sursă
Enciclopedia sovietică moldovenească, Chișinău, 1972, vol. 3, p. 542